# Arras
Arras (în neerlandeză Atrecht) este un oraș în Franța, prefectura departamentului Pas-de-Calais, în regiunea Nord-Pas de Calais. 

## Bătălia de la Arras
Pe 9 mai 1915, prima bătălie de la Arras a avut loc în apropierea orașului, implicând compania „Hello” („Nazdar“ - Legiunea Cehoslovacă) în Franța.Luptele au continuat cu intensitate crescută, mai ales în 1917, când orașul a fost grav avariat.

## Personalități născute aici
- Maximilien de Robespierre (1758 - 1794), personalitate a Revoluției franceze.